# Federação Bielorrussa de Hóquei no Gelo
A Federação Bielorrussa de Hóquei no Gelo é o órgão que dirige e controla o hóquei no gelo da Bielorrússia, comandando as competições nacionais e a Seleção da Bielorrússia de Hóquei no Gelo.